# 松川橋 (福島市)
松川橋（まつかわばし）は福島県福島市にある道路橋である。

## 概要
- 全長…169.6m
- 幅員…22.53m
- 形式…5径間鋼単純合成鈑桁橋
- 竣工…1973年（上り）　1976年（下り）[1]

福島市街地北側を流れる一級水系阿武隈川水系松川に架かり、国道4号を通す。南詰は福島市松山町、北詰は同市本内字松川畑に位置しており、松川に架かる橋としては最も下流に架かっている。現在の橋は上りが1973年、下りが1976年に架けられた鋼桁橋であり、橋上は片側2車線で供用されている。南詰、北詰ともに十字路の信号交差点であるが、下り線の北詰には右折レーンがなく、南詰の上り線は右折レーンが存在するが、橋から交差点までのわずか5mしかなく、いずれも右折待ち車両が本線上に停止することになるために、直進車両による追突事故や、停止している車両を避けるための急な車線変更による衝突事故や渋滞が多発していたことから、両方向とも延長30mの右折レーンを確保する工事が2013年11月13日から行われ、2014年8月5日に完成した。この工事ではコンクリート製の橋脚が左右方向に拡幅され、従来は片側に4本、計8本であった橋桁を中間に1本増設し、床版を拡幅し上下線の間に空いていた隙間を埋めることで増設レーンのスペースを確保している。

## 沿革
奥州街道の当地における架橋は1706年（宝永3年）頃に板橋が架けられたと言われている。1908年には信達軌道（後の福島交通飯坂東線）が開業し、鉄道道路併用橋となる。橋梁の南側に松川橋グランド前電停が設置され、福島駅からの区間列車の折返しに用いられていた。現在でも松川橋の南側の国道4号上にグランド前バス停が設置されており、名を引き継いでいる。1932年4月7日には全長165m、幅員7.5mの15径間RC連続桁橋として架け替えられた。その後国道4号の路線付け替えに伴い、100mほど下流に橋が架けられ、後に旧道橋は鉄道橋として用いられていた。旧道は現在の市道60014号松山町4号線、市道50500号松川畑穴田線にあたり、両市道の間に橋梁がかけられていたが現在はすべて撤去されている。

## 隣の橋
松川
（上流）JR東北本線松川橋梁 - 信夫大橋 - JR東北新幹線松川橋梁 - 松川橋 - （阿武隈川合流点）

## 周辺
- 福島市立福島第三中学校
- 福島市信夫ヶ丘競技場
- 福島市信夫ヶ丘球場